# Rio Nith
Para o rio a Sudoeste de Ontario, veja Rio Nith (Canadá).
O Rio Nith (em gaélico escocês:  Abhainn Nid; em latim: Novius) é um rio no sudoeste escocês Scotland. O Nith nasce nas colinas de Carsphairn de East Ayrshire, mas precisamente entre as colinas de Prickeny e Enoch, 4,4 milhas (7,1 km) leste de Dalmellington. Por grande passo de seu curso, flui em direção sul, através de Dumfries and Galloway e então no Solway Firth.
O território pelo qual o rio flui é chamado de Nithsdale (em gaélico escocês:  Strath Nid, "Vale do Nith").

## Extensão
Em maré baixa, o mar baixo tanto que a extensão do Nith cresce de 13 km to 113.8 km (70.7 miles), tornando-o o sétimo maior rio escocês.

## Áreas de Proteção
O estuário do Rio Nith é importante internacionalmente importante como um local invernal para gansos,e por isso é protegido a nível internacional.